# Santa Helena del Opón
Santa Helena del Opón är en kommun i Colombia.   Den ligger i departementet Santander, i den centrala delen av landet, 210 km norr om huvudstaden Bogotá. Antalet invånare är 4 473.